# 奥德蕾·扎里夫
奥德蕾·扎里夫（法語：Audrey Zarif，1998年7月23日—），法国女子乒乓球运动员，2021年欧洲乒乓球锦标赛女子团体铜牌得主、2023年欧洲乒乓球锦标赛女子团体铜牌得主、2024年世界乒乓球锦标赛女子团体铜牌得主。